# Майкл Езеррад
Майкл Езеррад — американський письменник, журналіст і музикант. Він виріс в Нью-Йорку і отримав ступінь бакалавра Колумбійського коледжу в 1983 році.
Після коледжу, Езеррад грав на ударних в різних невеликих гуртах, прагнучи зробити кар'єру музичного журналіста. Майкл Езеррад був постійним автором журналу Rolling Stone з 1987 по 1993 рік, і, потім був призначений помічником редактора журналу. З тих пір він писав для таких журналів, як The New Yorker, Mojo, Italian GQ, New York Times, Spin і Revolver.
У 1993 році Doubleday Books випустило остаточний бестселер, бографію Nirvana Come as You Are: The Story of Nirvana, яка з'явилися за шість місяців до самогубства лідера гурту Курта Кобейна. Езеррад багато місяців брав інтерв'ю у учасників гурту та їх друзів, родичів і колег, і Кобейн і інші члени гурту поділилися найрізноманітнішими архівними матеріалами з ним, багато з яких наводяться в книзі. У 2000 році журнал Q назвав книгу одну з 50 найкращих рок-книг, коли-небудь написаних.